# Stachyris nigricollis
El timalí gorjinegro (Stachyris nigricollis) es una especie de ave paseriforme de la familia Timaliidae propia del sudeste asiático. 

## Distribución y hábitat
El timalí gorjinegro se encuentra en el sur de la península malaya, y las islas de Sumatra y Borneo. Su hábitat natural son los bosques húmedos tropicales de zonas bajas y los pantanos. Está amenazado por la pérdida de hábitat.